# Suri
Pour les articles homonymes, voir Suri (homonymie).
 Suri ou  Soranus, connu sous le nom de Sur ou Śur ou Śuri (les Enfers) en étrusque, , était une ancienne divinité italique, vénérée par diverses populations d'Italie centrale (Sabins, Latins, Falisques et Étrusques) et également présente dans la religion romaine.

## Histoire
Le centre de son culte était le mont Soracte, une montagne sacrée située au nord de Rome et qui se distingue par le fait qu'elle se dresse isolée au milieu de la campagne, dans une zone caractérisée par de profondes cavités karstiques et des phénomènes volcaniques secondaires ; ces phénomènes étaient associés dans l'Antiquité aux divinités du monde souterrain comme Dis Pater, avec qui Soranus est parfois confondu. Un autre centre dédié à cette divinité était l'ancienne Surina (it), qui, selon les spécialistes, coïncide avec l'actuelle Viterbe.
Les prêtres de Soranus étaient appelés Hirpi Sorani (« Loups de Soranus  », de la langue Osco-Sannite-Sabine hirpus = loup). Pendant les cérémonies, ils marchaient sur des charbons ardents, tenant les entrailles des chèvres sacrifiées. Les Lupercales, dans la religion romaine, dérivent probablement de ces prêtres.
Comme déjà mentionné, Soranus a été identifié et confondu avec Dite Pater, le dieu romain des enfers, ou avec Apollon dans ce cas, cependant, un soleil noir, c'est-à-dire un dieu solaire des enfers, plutôt qu'un dieu céleste, est défini par les Étrusques comme Tinia Calusna (Jupiter des enfers) ; sa parèdre était la déesse Cavatha pour les Étrusques et Féronie pour les Falisques, dont le sanctuaire majeur (Lucus Feroniae) était situé près du Mont Soracte .
Sur certaines inscriptions de  Pyrgi son nom  est associé à celui de Apulu,.